# Matrículas automovilísticas de Marruecos

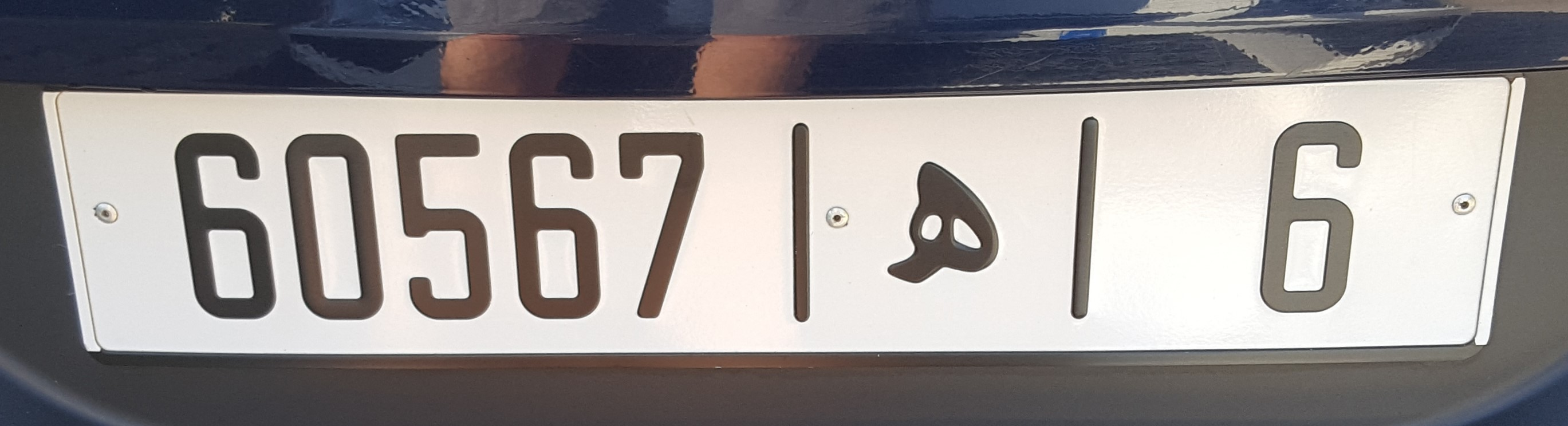
Matrícula marroquí de Casablanca-Anfa

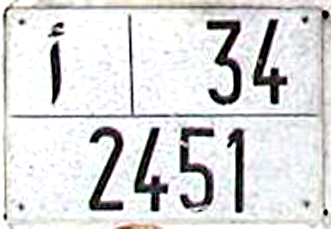
Matrícula de dos líneas marroquí

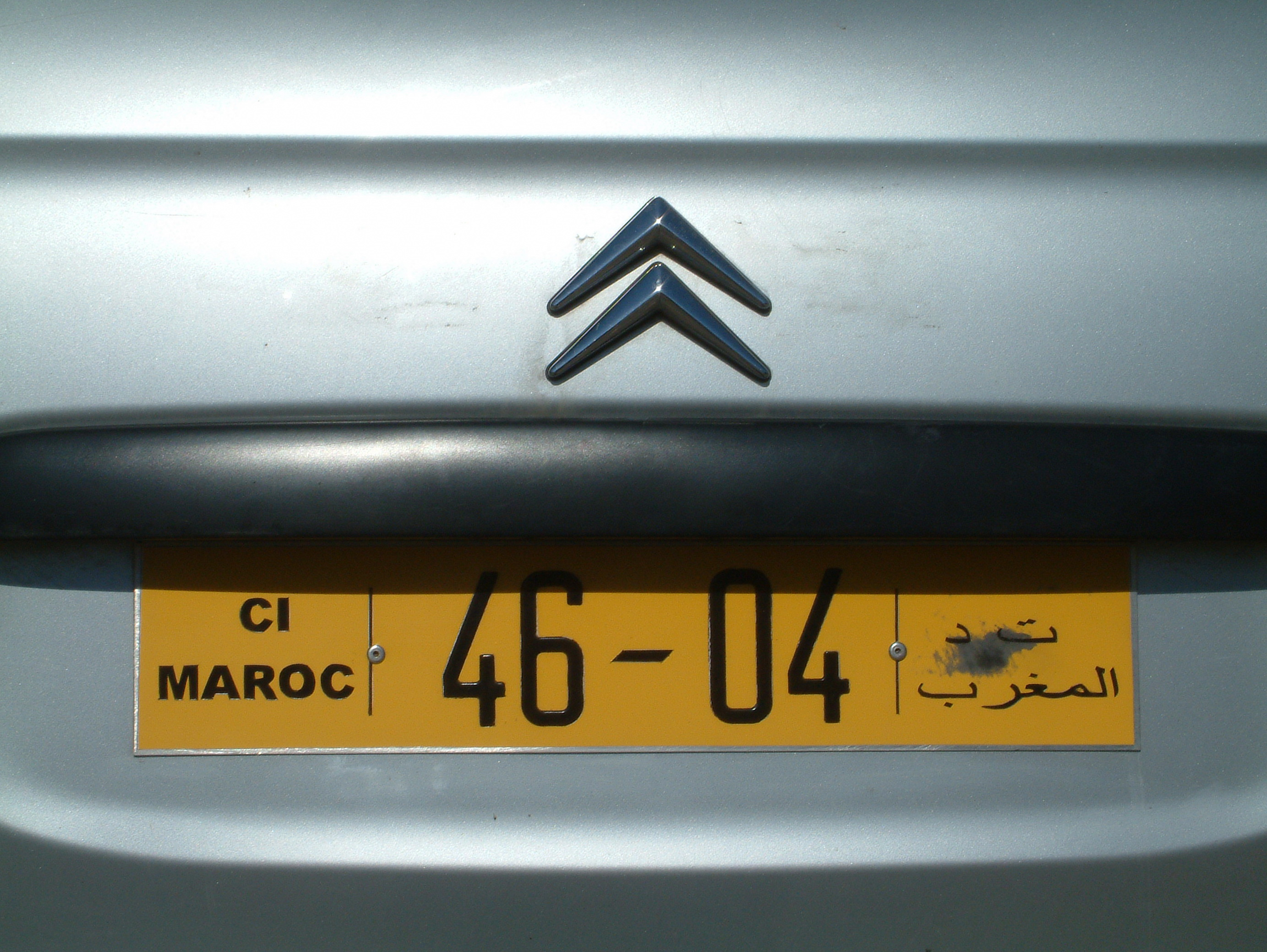
Matrícula específica para los trabajadores humanitarios extranjeros estacionados en Marruecos

Las matrículas automovilísticas de Marruecos, como todo tipo de matrículas, permiten identificar los vehículos. El sistema de control actual es una continuación de la serie iniciada en 2000

## Sistema de matriculación actual
La matriculación actual de los vehículos registrados en Marruecos respeta una nueva norma de matriculación desde el año 2000. Esta nueva configuración está compuesta de una serie de cinco cifras del 1 al 99.999 que corresponde al número de registro del coche. Una letra del alfabeto árabe está incrementada en medio de la placa teniendo en cuenta el número de registro del automóvil. Para concluir la combinación alfanumérica de la matrícula marroquí, el nuevo sistema de registro finaliza la combinación con el identificador de la prefectura de emisión de la matrícula. Estos números van del 1 al 89.

## Sistema de matriculación antiguo
El antiguo sistema de matriculación de los vehículos circulantes u originarios del reino alauita data de 1983 a 2000. Durante este período, la serie constaba de cuatro dígitos que iban del 1 al 9.999 y que indican el número de matrícula del vehículo seguido de uno o dos dígitos incrementados de acuerdo con el número de archivo y el código asociado con el identificador de la región emisora de la placa. Esta identificación iba del 1 al 9.

## Identificadores de las prefecturas
Los códigos son:
1. Rabat
2. Salé
3. Sala Al Jadida
4. Sjirat-Temara
5. Jemisset
6. Casablanca - Anfa
7. Casablanca - Aïn Sebaâ - Hay Mohammadi
8. Casablanca - Hay Hassani
9. Casablanca - Ben M'sick
10. Casablanca - Moulay Rachid
11. Casablanca - Al Fida
12. Casablanca - Mechouar
13. Casablanca - Sidi Bernoussi
14. Mohammedía
15. Fez – Jdid
16. Fez – Medina
17. Fez – Zouagha Moulay Yacoub
18. Sefrú
19. Bulmán
20. Mequinez - Menzah
21. Mequinez - Ismailia
22. El Hayeb
23. Ifrán
24. Jenifra
25. Errachidía
26. Marrakech – Menara
27. Marrakech – Medina
28. Marrakech – Sidi Youssef Ben Ali
29. Marrakech – El Haouz
30. Chichaoua
31. Kelaa des Sraghna
32. Esauira
33. Agadir Ida-Outanane
34. Inezgane-Aït Melloul
35. Chtouka-Aït Baha
36. Tarudant
37. Tiznit
38. Uarzazat
39. Zagora
40. Tánger-Arcila
41. Fahs-Anyera
42. Larache
43. Chauen
44. Tetuán
45. Alhucemas
46. Taza
47. Taunat
48. Uchda-Angad
49. Berkán
50. Nador
51. Taurirt
52. Yerada
53. Figuig
54. Safí
55. El Yadida
56. Settat
57. Juribga
58. Bouznika-Benslimane
59. Provincia de Kenitra
60. Sidi Kacem
61. Beni Melal
62. Azilal
63. Esmara
64. Egleimín
65. Tan-Tan
66. Tata
67. Assa-Saac
68. El Aaiún
69. Bojador
70. Río de Oro
71. Auserd
72. Casablanca - Aïn Chock
73. Nouaceur
74. Mediuna
75. Rincón-Castillejos
76. Driuch
77. Guercif
78. Uezán
79. Sidi Slimane
80. Midelt
81. Berrechid
82. Sidi Bennur
83. Rehamna
84. Fquih Ben Salah
85. Youssoufia
86. Tinerhir
87. Sidi Ifni
88. Tarfaya
89. La Güera

1. Ciudad de Barae}}

## Matriculación de los vehículos estatales

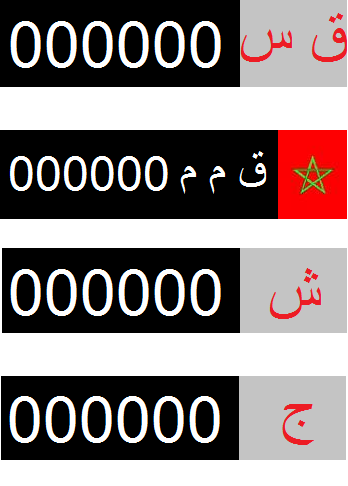
Matrículas policiales y militares

### Vehículos estatales civiles
Los vehículos estatales civiles disponen placas de matriculación compuesta de seis cifras en blanco sobre fondo negro. La extremidad derecha está constituida de una "M" o de la mención المغرب (al-Maghrib, en español: Marruecos) en rojo.
En el caso de los vehículos dependientes de las colectividades territoriales, la mención en roja está reemplazada por la letra árabe ج (ǧīm).
Los vehículos oficiales de los ministros, parlamentarios y funcionarios municipales electos disponen matriculaciones específicas compuestas de dos números en negro sobre fondo blanco. La parte izquierda representa la matriculación del vehículo mientras que la parte derecha está compuesta de dos cifras relativas a la función de la persona a la cual está concedida:
- 96. Vehículos oficiales de altos funcionarios (gobernadores, secretarios generales...)
- 97. Vehículos oficiales de la corte real
- 98. Vehículos oficiales del Parlamento
- 99. Vehículos oficiales de ministros.

### Vehículos diplomáticos

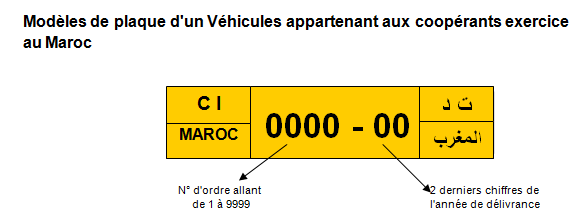
Placa de matriculación específica para los trabajadores humanitarios extranjeros estacionados en Marruecos

Los cónsules honorarios cuentan con una placa con las letras CC en rojo que significa "Cuerpo Consular".
Los embajadores por su parte cuentan con una placa amarilla con las cartas CD que significa "Cuerpo Diplomático".

## Matriculaciones especiales

### Series WW y W18
WW: Placa de matriculación temporal durante la salida del concesionario. 
W18: Vehículo nuevo en fase de prueba.

## Enlaces
- Datos y fotos de matrículas de Marruecos

- Datos: Q1671522
- Multimedia: License plates of Morocco / Q1671522